# Estación Pabellón del Agua EPM (Metro de Medellín)
La estación Pabellón del agua EPM es la tercera estación de la Línea T-A del Tranvía de Medellín. Conecta con la Universidad Cooperativa de Colombia, el Centro Formativo de Antioquia CEFA, Institución Universitaria ESCOLME y Bellas Artes. Pronto estará en dicha estación el Museo del Agua.

## Diagrama de la estación
| SUELO     |                                                       |         |
|           | Plataforma lateral, las puertas se abren a la derecha |         |
| Occidente | ← hacia Estación San José (Estación San Antonio)      | Oriente |
| Occidente | → hacia Estación Bicentenario (Estación Oriente)      | Oriente |
|           | Plataforma lateral, las puertas se abren a la derecha |         |
|           |                                                       |         |

- Datos: Q21573549
- Multimedia: Estación Pabellón del Agua EPM / Q21573549